# Черепанов, Алексей Игнатьевич
Алексей Игнатьевич Черепанов (14 марта 1913 года, д. Картухай, Качугский район, Иркутская обл — 4 декабря 1985) — советский колеоптеролог, специалист по морфологии, фаунистике и экологии жуков-усачей (Cerambycidae), которым посвятил 9 монографий и свыше ста статей. Из 27 произведённых им описаний видов жуков-усачей 14 впоследствии оказались повторными (виды были описаны ранее под другими названиями).

## Биография
Родился в крестьянской семье. Окончил Иркутский университет (1939).
Участник Великой Отечественной войны, окончил курсы младших лейтенантов, в действующих войсках с января 1942 года, помощник командира пулемётной роты 523 полка 188-й стрелковой дивизии. Воевал на Северо-Западном фронте, тяжело ранен 4 марта 1943 года в бою в районе деревни Загвозкино. Был представлен к награждению медалью «За отвагу», 06.11.1947 награждён орденом Красной Звезды
В 1946 году получил степень кандидата, а в 1958 — степень доктора биологических наук. Более двадцати лет (с 1955 по 1978 год) занимал пост директора Института систематики и экологии животных (Сибирское отделение АН СССР). В 1981—1983 годах был заведующим Сибирского зоологического музея при том же институте.
Скоропостижно скончался.

## Труды
1. Черепанов А. И. Вредные насекомые полезащитных лесных полос. — Новосибирск, 1952. — 273 с.
2. Черепанов А. И. Лиственничный дровосек и борьба с ним. — Новосибирск, 1952. — 104 с.
3. Черепанов А. И. Жуки-щелкуны Западной Сибири. — Новосибирск: Новосибирское книжн. изд-во,, 1957. — 380 с.
4. Черепанов А. И. Проволочники Западной Сибири. — Москва: Наука, 1965. — 194 с.
5. Черепанов А. И., Черепанова Н. Е. Усачи винограда амурского. — Новосибирск, 1974. — 62 с.
6. Черепанов А. И., Черепанова Н. Е. Жуки-дровосеки ивовых лесов Сибири. — Москва, 1975. — 128 с.
7. Черепанов А. И. Усачи Северной Азии (Prioninae, Disteniinae, Lepturinae, Aseminae). — Новосибирск: Наука, 1979. — 472 с.
8. Черепанов А. И. Усачи Северной Азии (Cerambycinae). — Новосибирск: Наука, 1981. — 216 с.
9. Черепанов А. И. Усачи Северной Азии (Cerambycinae: Clytini, Stenaspini). — Новосибирск: Наука, 1982. — 259 с.
10. Черепанов А. И. Усачи Северной Азии (Lamiinae: Dorcadionini — Apomecynini). — Новосибирск: Наука, 1983. — 223 с.
11. Черепанов А. И. Усачи Северной Азии (Lamiinae: Pterycoptini — Agapanthiini). — Новосибирск: Наука, 1984. — 214 с.
12. Черепанов А. И. Усачи Северной Азии (Lamiinae: Saperdini — Tetraopini). — Новосибирск: Наука, 1985. — 256 с.